# 算盤武士
《算盤武士》日本2018年NHK時代劇共九集，以小說一至三部改編，三集描寫一部。

## 劇情
文政時代的江戶庶民經濟興起，武士家經營事業者日眾，由於不黯經濟操作的武士階級許多人依賴於簽訂年契約的管帳「渡り用人」，而擁有部分武士背景出身的管帳人由於熟悉武士領域的種種現象，有共同語言，尤其廣受歡迎，主角唐木市兵衛就是這樣的人，精通算盤又會點劍術成為其獨特的武士道，經歷了種種事件看盡江戶百態但只在必要時才拔出劍，人稱「風之劍」。